# Fourneaux (Savoia)
Fourneaux és un municipi francès situat al departament de la Savoia i a la regió d'Alvèrnia-Roine-Alps. L'any 2007 tenia 797 habitants.

## Demografia

### Població
El 2007 la població de fet de Fourneaux era de 797 persones. Hi havia 388 famílies de les quals 156 eren unipersonals (56 homes vivint sols i 100 dones vivint soles), 116 parelles sense fills, 80 parelles amb fills i 36 famílies monoparentals amb fills.
La població ha evolucionat segons el següent gràfic:
Habitants censats

### Habitatges
El 2007 hi havia 513 habitatges, 394 eren l'habitatge principal de la família, 38 eren segones residències i 81 estaven desocupats. 32 eren cases i 479 eren apartaments. Dels 394 habitatges principals, 202 estaven ocupats pels seus propietaris, 176 estaven llogats i ocupats pels llogaters i 16 estaven cedits a títol gratuït; 8 tenien una cambra, 40 en tenien dues, 107 en tenien tres, 142 en tenien quatre i 97 en tenien cinc o més. 194 habitatges disposaven pel capbaix d'una plaça de pàrquing. A 199 habitatges hi havia un automòbil i a 111 n'hi havia dos o més.

### Piràmide de població
La piràmide de població per edats i sexe el 2009 era:
| Homes | Edats   | Dones |
| ----- | ------- | ----- |
| 0     | 95 o +  | 4     |
| 0     | 90 a 94 | 0     |
| 8     | 85 a 89 | 4     |
| 8     | 80 a 84 | 4     |
| 12    | 75 a 79 | 20    |
| 24    | 70 a 74 | 36    |
| 28    | 65 a 69 | 20    |
| 32    | 60 a 64 | 40    |
| 32    | 55 a 59 | 20    |
| 40    | 50 a 54 | 24    |
| 28    | 45 a 49 | 32    |
| 44    | 40 a 44 | 28    |
| 40    | 35 a 39 | 24    |
| 28    | 30 a 34 | 32    |
| 28    | 25 a 29 | 40    |
| 28    | 20 a 24 | 12    |
| 20    | 15 a 19 | 44    |
| 16    | 10 a 14 | 12    |
| 28    | 5 a 9   | 12    |
| 20    | 0 a 4   | 36    |

## Economia
El 2007 la població en edat de treballar era de 488 persones, 373 eren actives i 115 eren inactives. De les 373 persones actives 344 estaven ocupades (200 homes i 144 dones) i 29 estaven aturades (13 homes i 16 dones). De les 115 persones inactives 55 estaven jubilades, 21 estaven estudiant i 39 estaven classificades com a «altres inactius».

### Ingressos
El 2009 a Fourneaux hi havia 356 unitats fiscals que integraven 708,5 persones, la mediana anual d'ingressos fiscals per persona era de 17.675 €.

### Activitats econòmiques
Dels 57 establiments que hi havia el 2007, 1 era d'una empresa extractiva, 1 d'una empresa alimentària, 4 d'empreses de fabricació d'altres productes industrials, 6 d'empreses de construcció, 18 d'empreses de comerç i reparació d'automòbils, 1 d'una empresa de transport, 7 d'empreses d'hostatgeria i restauració, 1 d'una empresa d'informació i comunicació, 3 d'empreses financeres, 1 d'una empresa de serveis, 9 d'entitats de l'administració pública i 5 d'empreses classificades com a «altres activitats de serveis».
Dels 16 establiments de servei als particulars que hi havia el 2009, 2 eren oficines bancàries, 3 tallers de reparació d'automòbils i de material agrícola, 1 paleta, 3 guixaires pintors, 1 fusteria, 2 perruqueries, 2 restaurants, 1 tintoreria i 1 saló de bellesa.
Dels 11 establiments comercials que hi havia el 2009, 1 era un supermercat, 1 una gran superfície de material de bricolatge, 1 una fleca, 1 una carnisseria, 2 llibreries, 2 botigues de roba, 1 una botiga d'electrodomèstics, 1 una botiga de material esportiu i 1 una floristeria.

## Equipaments sanitaris i escolars
L'únic equipament sanitari que hi havia el 2009 era una farmàcia.
El 2009 hi havia una escola elemental.

## Poblacions més properes
El següent diagrama mostra les poblacions més properes.